# Gud taler ud
Gud taler ud  er en dansk film fra 2017, der er instrueret af Henrik Ruben Genz og med Søren Malling, Lisa Nilsson, Jesper Asholt og Marcus Gert i hovedrollerne. Manuskriptet er af Bo Hr. Hansen og Henrik Ruben Genz efter Jens Blendstrups selvbiografiske roman af samme navn.

## Medvirkende
- Søren Malling som Gud/Uffe
- Lisa Nilsson som Gerd Lillian, Uffes kone
- Marcus Gert som Jens
- Jesper Asholt
- Jacob Kvols
- Maria Erwolter